# أسرار أبو ظبي
أسرار أبو ظبي هي سلسلة تحقيقات دولية تكشف استراتيجية نفوذ دولة الإمارات العربية المتحدة في أوروبا، وخاصة في فرنسا، من خلال تمويل حملة تشويه لاستهداف معارضي الإمارات، و قطر وجماعة الإخوان المسلمون.
يعتمد التحقيق على وثائق سرية تم الحصول عليها من خلال اختراق شركة استخبارات اقتصادية مقرها سويسرا، Alp Services، بواسطة ماريو بريرو الذي نفذ حملة التشهير. تم الحصول على الوثائق بواسطة Mediapart وتم تحليلها بواسطة الشبكة الإعلامية للتعاون الاستقصائي الأوروبي.

## خلفية
في أوائل عام 2017، عندما اشتدت التوترات بين الإمارات العربية المتحدة وقطر، توسط رولاند جاكار، الصحفي الفرنسي السابق ومستشار الشؤون الخاصة الناجح، بين شركة Alp Services وحكومة الإمارات العربية المتحدة. جاكار، الذي أصبح خبيرًا في التطرف الإسلامي، أوصى بمؤسس شركة Alp Services، ماريو بريرو، للإماراتيين. وكان العقد تحت إشراف الجاسوس الإماراتي الشيخ مطر. كان من حق جاكارد الحصول على 10% من المدفوعات، لكن بريرو فوت دفع عمولة له مقابل مهام معينة. وكجزء من عقده الإماراتي، تلقى الفرنسي ما لا يقل عن 300 ألف يورو، وهو مبلغ لا يمكن تقييمه بدقة بسبب الطبيعة غير النمطية للمعاملات المالية.,,
من أجل التواصل الآمن، أنشأ ماريو بريرو حسابي بريد إلكتروني مجهولين باستخدام نظام المراسلة المشفر ProtonMail. ومن بين الحسابين، تم إنشاء أحدهما لشركة Alp Services والآخر للشيخ مطر., تمكن المتسللون من الوصول إلى رسائل البريد الإلكتروني الخاصة بالعميل الإماراتي باستخدام بيانات الاعتماد التي طلب الإماراتي من بريرو إرسالها عبر تطبيق واتساب في 2 أكتوبر 2017.
استخدم الشيخ مطر خدمات ماريو بريرو لمدة أربع سنوات على الأقل. التقيا سرا في مناسبات مختلفة في سويسرا وأبو ظبي. وفي أحد الاجتماعات في فندق بور أو لاك في زيورخ، كان مطر برفقة رئيسه المشار إليه باسم “صاحب السعادة” أو “علي” في الوثائق المسربة. وتم التعرف على الرئيس على أنه علي سعيد النيادي، وهو مساعد على المستوى الوزاري للشيخ الإماراتي طحنون بن زايد آل نهيان.
وفي الفترة ما بين 21 أغسطس 2017 و30 يونيو 2020، تلقت شركة Alp Services ما لا يقل عن 5.7 مليون يورو من الإمارات. المدفوعات التي قامت بها مؤسسة إماراتية تدعى أرياف للدراسات والأبحاث. ومع ذلك، وفقًا لملفات شركة Alp Services، ذهبت الفواتير إلى رئيس الإمارات العربية المتحدة محمد بن زايد آل نهيان.,

## تفاعلات
قدمت سهام سويد، إحدى جماعات الضغط القطرية في فرنسا، شكوى ضد Alp Services وMario Brero في مارس 2023. واتهمتهما بانتهاك الخصوصية، واقتحام المنازل، والاعتداء على سرية المراسلات، والسرقة. وزعمت أنها كانت ضحية "مشروع زعزعة الاستقرار" الذي يستهدف قطر نيابة عن الإمارات العربية المتحدة.
طلبت بلجيكا تفسيرات وتوضيحات كاملة من سفير الإمارات العربية المتحدة في بروكسل في 7 يوليو/تموز 2023، وسجلت السلطات البلجيكية احتجاجات رسمية في 9 يوليو/تموز ضد حملة التشهير التي شنتها الإمارات العربية المتحدة ضد المسؤولين في بروكسل.,
وردت تفاصيل «أسرار أبوظبي» أيضاً في الدعوى المرفوعة ضد جامعة جورج واشنطن وبرنامجها للتطرف ورئيس البحث لورينزو فيدينو من قبل الباحث الأكاديمي في النمسا فريد حافظ. وقد تم استهدافه بحملة تشويه منظمة، حيث واجه مداهمات ومصادرات في إطار "عملية الأقصر". كان حافظ من بين المستهدفين والمرتبطين زوراً بجماعة الإخوان المسلمين من قبل شركة  ألب للخدمات و فيدينو.  وذكرت الدعوى القضائية أن فيدينو اعترف بأن المدفوعات التي تلقاها من شركة ألب كانت قادمة من الإمارات العربية المتحدة، وهو ما قد يكون دافعًا جزئيًا لدعم فيدينو.
```
بناءً على تحقيقات "أسرار أبوظبي"، تم فتح ثلاثة تحقيقات قانونية من قبل مدعين فرنسيين وسويسريين تستهدف شركة Alp Services وشركة Mario Brero. تقدمت الصحفية والمؤلفة والمخرجة رقية ديالو بشكوى بتهمة “جمع ومعالجة وإفشاء بيانات شخصية بطريقة غير مشروعة”، بعد ارتباطها بجماعة الإخوان المسلمين. وفي عام 2023، وبعد شكوى ديالو، فتح مكتب المدعي العام في باريس تحقيقًا أوليًا يستهدف ألب. في أعقاب "أسرار أبو ظبي"، في ديسمبر 2023، جمع مكتب المدعي العام الفيدرالي السويسري (MPC) عدة إجراءات مفتوحة في تحقيق واحد، للاشتباه في قيام ماريو بريرو وشريكه موريل كافين بارتكاب ست جرائم. وكشف التحقيق أن مركز الأبحاث الإماراتي، العريف، كان يدفع لشركة Alp Services. إلى جانب ذلك، كان لبريرو وكافين أيضًا عقد عمل وهمي مع الارياف. وتم تقديم شكوى قانونية ثالثة ضد ألب في واشنطن من قبل فريد حافظ.
[
10
]
```